# Mikołaj Wojciech Gniewosz
Mikołaj Wojciech Gniewosz herbu Rawicz (zm. 7 października 1654), duchowny rzymskokatolicki, przedstawiciel dyplomatyczny Rzeczypospolitej w Królestwie Francji w 1621 i 1632 roku.

## Życiorys
Jako senator wziął udział w sejmach: 1646, 1647, 1648 (I), 1649, 1650, 1652 (I), 1654 (II).
Dziekan kolegiaty wolborskiej (1618), sekretarz królewski (1621), opat komendatoryjny klasztoru cystersów w Koprzywnicy (1631). Mianowany sekretarzem wielkim koronnym (7 II 1636), odbywał poselstwa m.in. do Francji i Niderlandów. Od 1637 kanclerz królowej Cecylii Renaty.
W 1632 roku był elektorem Władysława IV Wazy z województwa sandomierskiego.
W 1641 otrzymał nominację na biskupstwo kujawskie, za wstawiennictwem królowej. W 1642 nominacja została potwierdzona przez papieża Urbana VIII. Ingres odbył 2 lutego 1643. Jako biskup większość czasu spędzał przy gdańskim kościele dominikanów i prowadził działalność kontrreformacyjną na ziemi lęborskiej i bytowskiej. Był fundatorem kilku klasztorów w diecezji, przeprowadził kilka wizytacji diecezji. W 1648 poparł kandydaturę Karola Ferdynanda na króla. Był członkiem konfederacji generalnej zawiązanej 31 lipca 1648 roku. W 1648  roku podpisał elekcję Jana II Kazimierza Wazy z województwa brzeskokujawskiego, podpisał jego pacta conventa.
Pochowany w katedrze Wniebowzięcia NMP we Włocławku.